# Plagiolepidini
Plagiolepidini – plemię mrówek z podrodziny Formicinae.
Samice mają od 4 do 7, a samce od 1 do 5 ząbków na żuwaczkach. Liczba członów czułków wynosi od 9 do 12 u samic i 13 u samców. Przetchlinki pozatułowia leżą albo na albo tuż obok jego części opadającej. Biodra odnóży tylnej pary są szeroko rozstawione. Brzuszna krawędź wydłużonego pomostka ma w przekroju poprzecznym kształt litery U.
Przedstawiciele występują głównie w Starym Świecie, tylko Acropyga jest kosmopolityczna.
Takson ten wprowadzony został w 1886 roku przez A.H. Forela. Ostatniej rewizji jego składu dokonali w 2016 roku P.S. Ward i współpracownicy. Obecnie obejmuje 7 opisanych rodzajów:
- Acropyga Roger, 1862
- Agraulomyrmex Prins, 1983
- Anoplolepis Santschi, 1914
- Aphomomyrmex Emery, 1899
- Bregmatomyrma Wheeler, 1929
- Lepisiota Santschi, 1926
- Petalomyrmex Snelling, 1979
- Plagiolepis Mayr, 1861
- Tapinolepis Emery, 1925